# Campeonato Europeo de Hockey sobre Hierba Femenino de 2009
El IX Campeonato Europeo de Hockey sobre Hierba Femenino se celebró en Ámsterdam (Países Bajos), entre el 22 y el 29 de agosto de 2009 bajo la organización de la Federación Europea de Hockey (EHF) y la Real Unión Neerlandesa de Hockey.
Las competiciones se realizaron en el Estadio Wagener de la ciudad holandesa, contando con la participación de ocho selecciones nacionales divididas en dos grupos de cuatro equipos cada uno.

## Grupos
| Grupo A      | Grupo B  |
| ------------ | -------- |
| Países Bajos | Alemania |
| Inglaterra   | España   |
| Azerbaiyán   | Irlanda  |
| Rusia        | Escocia  |

## Fase preliminar

### Grupo A
| Equipo       | J | G | E | P | GF | GC | DG  | Pts |
| ------------ | - | - | - | - | -- | -- | --- | --- |
| Países Bajos | 3 | 3 | 0 | 0 | 24 | 0  | +24 | 9   |
| Inglaterra   | 3 | 2 | 0 | 1 | 8  | 6  | +2  | 6   |
| Azerbaiyán   | 3 | 0 | 1 | 2 | 2  | 15 | -13 | 1   |
| Rusia        | 3 | 0 | 1 | 2 | 1  | 14 | -13 | 1   |

| 22 de agosto de 2009, 13:30 | Países Bajos | '10 - 0' | Azerbaiyán |  |  |

| 22 de agosto de 2009, 17:30 | Inglaterra | '4 - 0' | Rusia |  |  |

| 23 de agosto de 2009, 15:30 | Países Bajos | '5 - 0' | Inglaterra |  |  |

| 23 de agosto de 2009, 19:30 | Azerbaiyán | 1 - 1 | Rusia |  |  |

| 25 de agosto de 2009, 17:30 | Azerbaiyán | '1 - 4' | Inglaterra |  |  |

| 25 de agosto de 2009, 19:30 | Países Bajos | '9 - 0' | Rusia |  |  |

### Grupo B
| Equipo   | J | G | E | P | GF | GC | DG  | Pts |
| -------- | - | - | - | - | -- | -- | --- | --- |
| Alemania | 3 | 3 | 0 | 0 | 13 | 1  | +12 | 9   |
| España   | 3 | 2 | 0 | 1 | 8  | 4  | +4  | 6   |
| Escocia  | 3 | 0 | 1 | 2 | 1  | 7  | -6  | 1   |
| Irlanda  | 3 | 0 | 1 | 2 | 1  | 11 | -10 | 1   |

| 22 de agosto de 2009, 09:30 | España | '3 - 1' | Escocia |  |  |

| 22 de agosto de 2009, 11:30 | Alemania | '7 - 0' | Irlanda |  |  |

| 23 de agosto de 2009, 09:30 | Irlanda | 0 - 0 | Escocia |  |  |

| 23 de agosto de 2009, 11:30 | Alemania | '2 - 1' | España |  |  |

| 25 de agosto de 2009, 13:30 | Irlanda | '1 - 4' | España |  |  |

| 25 de agosto de 2009, 15:30 | Alemania | '4 - 0' | Escocia |  |  |

## Fase final
|  | Semifinales               | Semifinales               |   |                           | Final                     | Final |  |
|  |                           |                           |   |                           |                           |       |  |
|  |                           |                           |   |                           |                           |       |  |
|  | 27 / 8 / 2009 - 16:00 h.¹ |                           |   |                           |                           |       |  |
|  | Países Bajos              | 5                         |   |                           |                           |       |  |
|  | España                    | 1                         |   |                           |                           |       |  |
|  |                           |                           |   |                           |                           |       |  |
|  |                           |                           |   |                           | 29 / 8 / 2009 - 15:30 h.¹ |       |  |
|  |                           |                           |   |                           | Países Bajos              | 3     |  |
|  |                           | Alemania                  | 2 |                           |                           |       |  |
|  |                           |                           |   |                           |                           |       |  |
|  |                           |                           |   |                           |                           |       |  |
|  |                           |                           |   |                           | Tercer lugar              |       |  |
|  | 27 / 8 / 2009 - 19:00 h.¹ | 27 / 8 / 2009 - 19:00 h.¹ |   | 29 / 8 / 2009 - 13:00 h.¹ | 29 / 8 / 2009 - 13:00 h.¹ |       |  |
|  | Alemania                  | 2                         |   | España                    | 1                         |       |  |
|  | Inglaterra                | 1                         |   |                           | Inglaterra                | 2     |  |

- (¹) -  Hora local de Ámsterdam (UTC+2)

## Medallero
|              |          |            |
| Países Bajos | Alemania | Inglaterra |

### Clasificación general
| 1. Países Bajos |
| 2. Alemania     |
| 3. Inglaterra   |
| 4. España       |
| 5. Irlanda      |
| 6. Azerbaiyán   |
| 7. Rusia        |
| 8. Escocia      |